# تپلیتسه
تــِپلیتسه (به چکی: Teplice) شهری در منطقه اوستی ناد لابم کشور جمهوری چک است که جمعیت آن در سال ۲۰۰۷ میلادی ۵۱٫۰۴۶ نفر بوده‌است.